# دث (مارول کامیکس)
دِث (به انگلیسی: Death) یک شخصیت خیالی در کتاب‌های کامیک منتشر شده توسط مارول کامیکس است. این شخصیت توسط نویسنده مارک فردریک و طراح جیم استرالین خلق شده است که برای اولین بار در شمارهٔ ۲۶ از مجموعه کاپیتان مارول (ژوئن ۱۹۷۳) حضور پیدا کرد.
دث یکی از قدرتمندترین مخلوقات در دنیای مارول محسوب می‌شود، و دارای یکی از بالاترین وسعت‌های توانایی در کنار شخصیت‌هایی همچون اترنیتی، اینفینیتی و آبلیویئن در دنیای مارول است. او یک نهاد انتزاعی، مخلوقی نامیرا، تجسم تمام اشکال مرگ و پایان زندگی در جهان هستی و تقریباً قادری مطلق به شمار می‌رود که اغلب به شکل یک زن تصویر می‌شود. او به ندرت صحبت می‌کند و معمولاً خادم‌هایش به جای او سخنوری می‌کنند. او قدرت رهاسازی روح از جسم، و ارسال آن به مقصد نهایی خود را دارد و همچنین قادر به بازگردانی ارواح است (به شرط اینکه در اختیار دیگری نباشد).